# Boc Maxima
Boc Maxima — неофіційний альбом шотландського електронного дуету Boards of Canada, випущений у 1996 році (див. 1996 в музиці).

## Огляд
Boc Maxima був записаний братами Сендісонами на аудіокасети та компакт-диски, тиражом у 50 примірників, і не розповсюджувався офіційно. Як і з більшістю попередніх альбомів гурту (за виключенням дебютного міні-альбому Twoism), учасники гурту власноруч роздавали примірники виключно друзям та родичам. Через це, касети та компакт-диски Boc Maxima є вкрай рідкісними; втім, цей альбом доступний для прослуховування в інтернеті, переписаний з однієї з оригінальних касет.
У 1998 році пʼять композицій з Boc Maxima вийшли офіційно на дебютному альбомі Boards of Canada Music Has the Right to Children (композиція One Very Important Thought відрізняється від версії на цьому альбомі). Через це, можна припустити, що Boc Maxima був записаний, ймовірно, в якості демо для зацікавлення музичних лейблів — адже невдовзі Music Has the Right to Children став першою роботою гурту на знаному електронному лейблі Warp Records. 
Також, чотири композиції з Boc Maxima вийшли на другому офіційному міні-альбомі Boards of Canada, Hi Scores, у грудні 1996 року.
Шість композицій з цього альбому попередньо зʼявлялися на іншій неофіційній аудіокасеті гурту, A Few Old Tunes (також відомій як Old Tunes Vol. 1), що також розповсюджувалась лише серед друзів та родичів гурту, але наразі доступна для прослуховування в інтернеті.
Одна композиція, Sixtyniner, офіційно виходила на дебютному міні-альбомі гурту, Twoism, у 1995, але у дещо довшій версії, і ще одна, Chinook, виходила на синглі Aquarius, також у довшій версії.
Композиції Niagara, Red Moss, Concourse і Whitewater доступні лише на цьому альбомі.

## Список композицій
1. «Wildlife Analysis» — 1:37
2. «Chinook» — 4:39
3. «Rodox Video» — 0:33
4. «Everything You Do Is A Balloon» — 6:58
5. «Boc Maxima» — 1:36
6. «Roygbiv» — 2:23
7. «Nova Scotia Robots» — 1:21
8. «June 9th» — 5:15
9. «Niagara» — 0:51
10. «Skimming Stones» — 2:06
11. «Sixtyniner» — 5:07
12. «Red Moss» — 6:22
13. «Concourse» — 1:41
14. «Carcan» — 1:48
15. «Nlogax» — 5:12
16. «M9» — 3:40
17. «Original Nlogax» — 1:09
18. «Turquoise Hexagon Sun» — 5:06
19. «Whitewater» — 6:09
20. «One Very Important Thought» — 1:05

- Композиції 1, 5, 6, 18 та 20 випускалися у 1998 році на дебютному альбомі гурту Music Has the Right to Children. Композиція 20 була випущена у новій версії (був перезаписаний голос).
- Композиції  4, 8, 15 та 18 випускалися у грудні 1996 року на міні-альбомі Hi Scores.
- Композиції 3, 7, 10, 14, 16, 17 зʼявлялися на неофіційній касеті A Few Old Tunes.
- Композиція 11 випускалася на дебютному міні-альбомі гурту Twosim у 1995 році у довшій версії.
- Композиція 2 випускалася на синглі Aquarius у січні 1998 року.